# Meligethes coeruleivirens
Meligethes coeruleivirens är en skalbaggsart som beskrevs av Förster 1849. Meligethes coeruleivirens ingår i släktet Meligethes, och familjen glansbaggar. Arten är reproducerande i Sverige.